# Pedavoces
Pedavoces är Svenskfinlands enda blandade studentkör. Kören har sin huvudsakliga bas vid Åbo Akademi i Vasa och grundades 1974 vid den Pedagogiska fakulteten av Per-Håkan "Pelle" Jansson.
Pedavoces kan fritt översättas till "lärarrösterna" eller "skolade röster". Namnet uttalas på italienskt vis med c som ett tje-ljud och långt å.
Kören har idag drygt 40 aktiva sångare och dirigeras sedan hösten 2020 av Dan Lönnqvist.